# Локхарт, Лукас
Лукас Локхарт (англ. Luke Lockhart; род. 1 ноября 1992, Бернаби, Британская Колумбия) — канадский и китайский хоккеист, имеет китайское гражданство, нападающий. Игроком клуба КХЛ «Спартак».

## Биография
Локхарт дебютировал на профессиональном уровне в составе команды «Сиэтл Тандербёрдз», выступающей в Западной хоккейной лиге (WHL). За «Сиэтл Тандербёрдз» игрок провёл 6 полноценных сезонов, за которые отыграл 357 матчей (включая игры плей-офф), забросил 79 шайб и отдал 92 результативные передачи. Помимо стабильной игры в основе «Тандербёрдз», являлся капитаном команды. В 2013 году Локхарт поступил на обучение в Университет Британской Колумбии, где продолжил выступать в составе команды своего образовательного учреждения, вплоть до 2017 года.
Перед началом сезона 2017/2018 Локхарт впервые покинул родной континент и подписал профессиональный двухгодичный контракт с клубом Континентальной хоккейной лиги — «Куньлунь Ред Стар», взяв себе второе, китайское гражданство, с целью пробиться в состав национальной сборной этой страны. 22 августа, в гостевой игре против хоккейного клуба «Сочи», Локхарт дебютировал в КХЛ. В своей следующей игре, против казанского «Ак Барса», отдал результативную передачу, тем самым открыв счёт свои персональным очкам в лиге. 18 декабря того же года, в домашней встрече против рижского «Динамо», забросил свою первую шайбу в КХЛ. Всего, в дебютном сезоне за «Куньлунь», Локхарт провёл на льду 56 матчей, в которых заработал 6 (2+4) результативных балла по системе гол+пас. 26 июля 2019 года, было объявлено о подписании нового, годичного контракта хоккеиста с китайским клубом. По истечении контракта Локхарт, на протяжении нескольких месяцев, оставался свободным агентом, однако 18 сентября 2020 года, вновь подписал годичное соглашение с «Куньлунем», который в связи с эпидемиологической обстановкой в мире проводил сезон 2020/2021 в подмосковных Мытищах и остро нуждался в усилении состава.
30 июня 2025 года перешёл в московский «Спартак», подписав контракт на два года.